# 津山町 (宮城県)
津山町（つやまちょう）は、宮城県本吉郡にあった町。スギの産地として有名。
2005年4月1日に登米郡各町と合併し、登米市となった。

## 地理
宮城県北東部に位置する。町の面積の約8割が山林である。町の一部が三陸復興国立公園の飛地に指定されている。町の東にある翁倉山は、イヌワシの生息地として知られている。
- 山：翁倉山、物見石山、高津森、狐ヶ森
- 河川：北上川、北沢川、南沢川

## 歴史
- 1889年4月1日 - 市町村制施行以前の麻崎村、横山村がそのまま村制施行。
- 1906年11月1日 - 麻崎村が町制施行・改称、柳津町となる。
- 1954年11月2日 - 柳津町と横山村が合併し、津山町となる。
- 2005年4月1日 - 登米郡8町と合併し、登米市となる。

## 町名の由来
合併前の柳津と横山の合成地名である。

## 行政
- 最後の町長：熊谷盛広

## 教育
中学校
津山町立津山中学校
小学校
津山町立柳津小学校
津山町立横山小学校
2023年津山小学校に統合開校（予定）
現在はそれぞれ登米市立

## 交通

### 鉄道
- 東日本旅客鉄道
  - 気仙沼線：柳津駅 - 陸前横山駅

### 道路
- 一般国道
  - 町内を走る国道：国道45号、国道342号
- 都道府県道
  - 町内を走る県道：宮城県道61号涌谷津山線、宮城県道64号北上津山線

## 名所・旧跡・観光スポット・祭事・催事
- 横山不動尊（大徳寺・日本三大不動尊とも）
  - 木造不動明王坐像（国の重要文化財）
- 柳津虚空蔵尊（宝性院・日本三大虚空蔵とも）
- 横山のウグイ生息地（天然記念物）
- 翁倉山イヌワシ生息地（天然記念物）
- 道の駅津山 もくもくランド

### 祭り・イベント
- 横山火伏の獅子舞
- 麻崎神社大祭
- 柳津虚空蔵尊大祭
- 横山不動尊大祭
- つやまもくもく秋祭り

## 姉妹都市・提携都市
国内
- 群馬県上野村
  - 1984年4月17日姉妹都市提携

## 出身有名人・ゆかりの人物
- 林竹治郎 洋画家・教育者
- 佐々木更三 政治家
- 高屋養仙 黄牛村領主・藩医
- 鈴木安右衛門 献体者[1]
- 佐々木真奈美　ローカルタレント